# JEWELS 8th RING
JEWELS 8th RING（ジュエルス・エイス・リング）は、日本の女子総合格闘技団体「JEWELS」の大会の一つ。2010年5月23日、東京都江東区新木場の新木場1stRINGで開催された。

## 大会概要
メインイベントでは5か月ぶりの復帰戦となった石岡沙織が市井舞に腕ひしぎ十字固めで一本勝ちを収めた。

## 試合結果

### オープニングファイト
オープニングファイト JEWELSグラップリングルール -53kg契約 4分1R
○  高見明子 vs.  村田恵実 ×
1R 3:16 腕ひしぎ十字固め

### 本戦カード
第1試合 JEWELS公式ルール -57kg契約 5分2R
○  アミバ vs.  HARUMI ×
1R 3:45 TS（腕ひしぎ十字固め）
第2試合 シュートボクシングルール -63kg契約 2分3R（延長2R）
○  超弁慶 vs.  尾関煌 ×
2R 1:36 TKO（ドクターストップ）
第3試合 JEWELS公式ルール -52kg契約 5分2R
○  吉田実代 vs.  鹿児島陽子 ×
1R 3:30 TKO（レフェリーストップ：パンチ連打）
第4試合 JEWELS公式ルール -52kg契約 5分2R
○  セリーナ vs.  長野美香 ×
2R終了 判定3-0
第5試合 シュートボクシングルール -54kg契約 2分3R（延長2R）
○  高橋藍 vs.  大石ゆきの ×
3R終了 判定3-0（30-27、30-28、30-29）
第6試合 JEWEL公式ルール 無差別契約 5分2R
○  HIROKO vs.  江本敦子 ×
2R終了 判定3-0
第7試合 メインイベント JEWEL公式ルール -52kg契約 5分2R
○  石岡沙織 vs.  市井舞 ×
2R 2:41 腕ひしぎ十字固め